# Gerardo Tum
Gerardo Tum, chamado também de Tonque, Tune, Tenque, Thom, ou de Martigues,  foi o fundador da ordem dos Cavaleiros Hospitalários, que posteriormente deu origem à Ordem de São Lázaro de Jerusalém, militar e hospitalária,  à Ordem dos Cavaleiros de São João de Jerusalém e à Ordem Soberana e Militar de Malta.

## Vida e obras
Possivelmente nascido em Amalfi (segundo outras fontes em Martigues na Provença), foi tanto soldado quanto mercador, dirigindo-se a Jerusalém e criando um xenodóquio (hospício) para abrigar os visitantes desta cidade em busca dos lugares sagrados do Cristianismo. Gerardo tornou-se o guardião e provedor deste xenodóquio até aproximadamente 1100, onde organizou a ordem religiosa de São João, recebendo reconhecimento papal do Papa Pascoal II em 1113 da bula papal Geraudo institutori ac praeposito Hirosolimitani Xenodochii. Esta bula foi renovada e confirmada pelo papa Calixto II pouco após a morte de Gerardo em 1120.